# Сборное (Рязанская область)
Сборное — село в Шацком районе Рязанской области в составе Кучасьевского сельского поселения.

## Географическое положение
Село Сборное расположено на Окско-Донской равнине на левом берегу реки Аза в устье искусственного водотока Студенка в 15 км к северо-востоку от города Шацка. Расстояние от села до районного центра Шацк по автодороге — 26 км.
К северу от села расположена балка Студенка, по дну которой протекает одноименный искусственный водоток; к югу протекает река Аза, на правом берегу которой — балка Орлов Овраг; к востоку — балка Гремячка. Ближайшие населенные пункты — села Сново-Здорово, Тростяное, Ржавец и деревня Наша.

## Население
| 1989 | 2010 | 2012 |
| ---- | ---- | ---- |
| 110  | ↘33  | →33  |

## Происхождение названия
На сегодняшний день нет объяснения происхождения названия этого населенного пункта.
Вплоть до начала XX в. населенный пункт считался деревней и носил двойное название — Сборная, Студенка тож.

## История
К 1911 г., по данным А. Е. Андриевского, деревня Сборная, Студенка тож, относилась к приходу Покровской церкви села Ржавец и в ней насчитывалось 42 крестьянских двора, в которых проживало 204 душ мужского и 233 женского пола.

## Транспорт
Основные грузо- и пассажироперевозки осуществляются автомобильным транспортом.